# 高雄市南區銀髮族市民農園
高雄市銀髮族市民農園係高雄市政府社會局於民國89年在台灣高雄市創立之市民農園，其目標為促進該市老人接觸自然及參與休閒農業體驗，並藉以調劑身心及增加社會性互動機會，讓老人親身耕作或種植花草，以減緩老化速度，並為提倡長輩健康養生管理與運動養生理念。

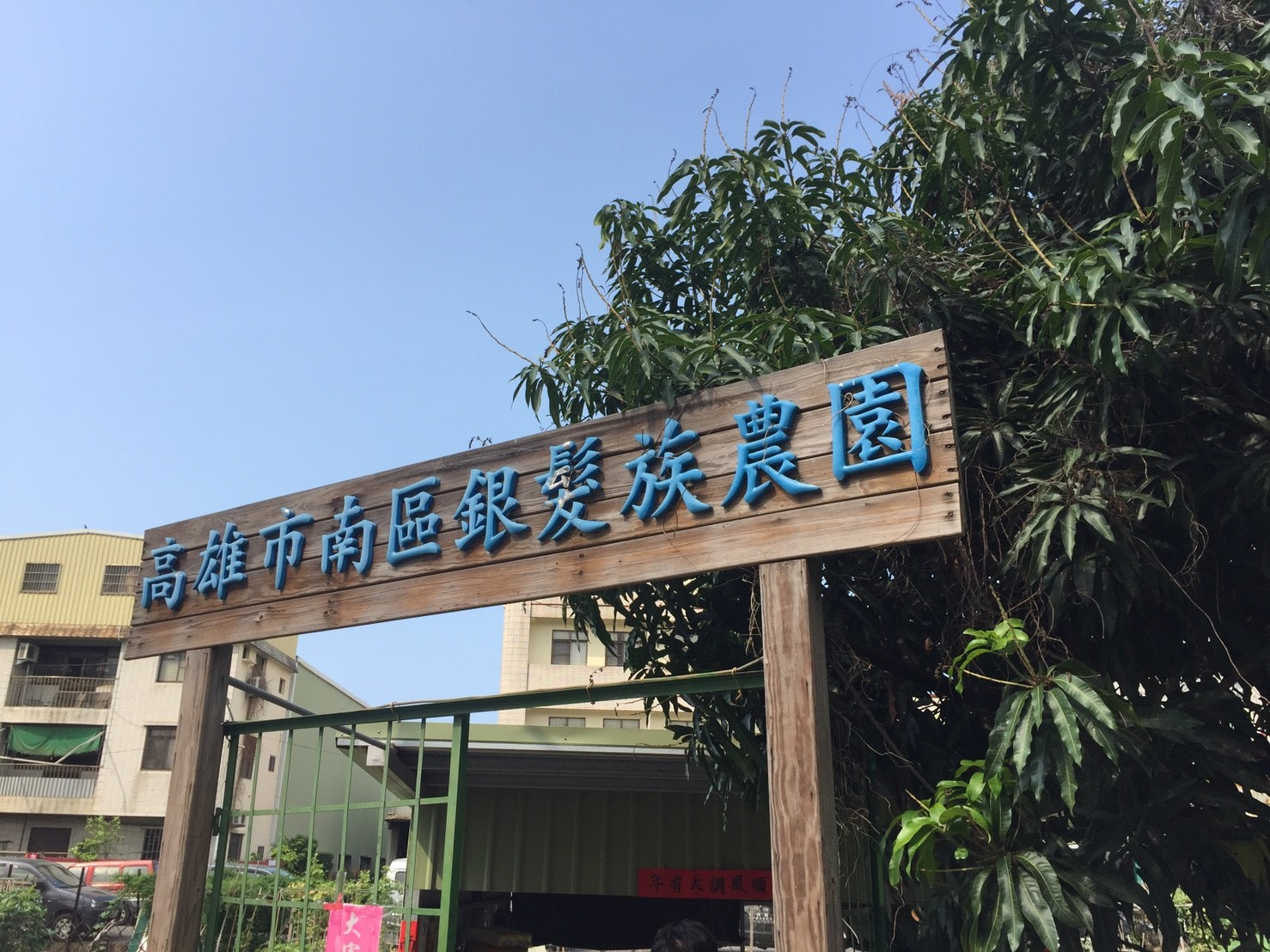
銀髮農園正門

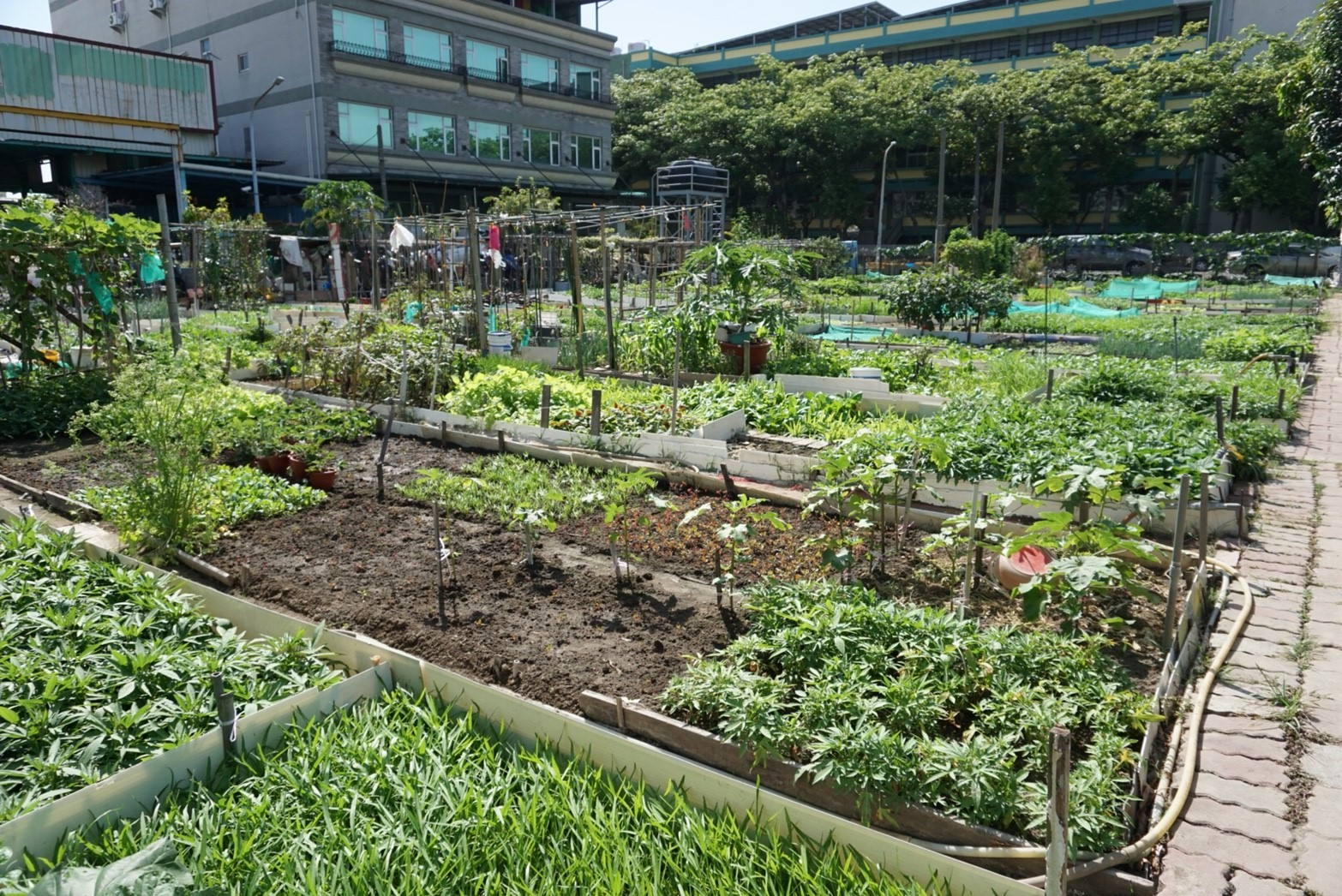
銀髮農園景色

## 歷任承辦單位
- 2000-2012年：財團法人天主教社會慈善福利基金會
- 2013-2015年：高雄市有機農業發展促進協會
- 2016-2023：社團法人高雄市社區大學促進會
- 2024：高雄市前鎮區信義樂健社區發展協會
- 2025-至今： 財團法人雙福社會福利慈善事業基金會

## 類似計畫
- 高雄市北區銀髮族市民農園
- 台北市市民農園
- 台北市大安銀髮開心農園
- 財團法人老五老基金會於台中石岡營運之哈老農場

## 外部連結
- 高雄市南區銀髮族市民農園官方網站 （页面存档备份，存于）（繁體中文）
- 高雄市南區銀髮族市民農園的Facebook專頁（繁體中文）